# Premiul Societății criticilor de film din San Diego pentru cel mai bun actor
Premiul Societății criticilor de film din San Diego pentru cel mai bun actor (San Diego Film Critics Society Award for Best Actor) este un premiu cinematografic acordat din 1996 de Societatea criticilor de film din San Diego pentru a onora cele mai bune interpretări masculine din industria filmului.

## Câștigători

### Anii 1990
| An   | Câștigător      | Film                 | Rol            |
| ---- | --------------- | -------------------- | -------------- |
| 1996 | Kenneth Branagh | Hamlet⁠(d)            | Hamlet         |
| 1997 | Jack Nicholson  | As Good as It Gets   | Melvin Udall   |
| 1998 | Ian McKellen    | Gods and Monsters⁠(d) | James Whale    |
| 1999 | Kevin Spacey    | American Beauty      | Lester Burnham |

### Anii 2000
| An   | Câștigător             | Film                                                        | Rol                                |
| ---- | ---------------------- | ----------------------------------------------------------- | ---------------------------------- |
| 2000 | Russell Crowe          | Gladiator                                                   | Maximus Decimus Meridius           |
| 2001 | Guy Pearce             | Memento                                                     | Leonard                            |
| 2002 | Daniel Day-Lewis       | Gangs of New York                                           | William "Bill the Butcher" Cutting |
| 2003 | Chiwetel Ejiofor       | Dirty Pretty Things⁠(d)                                      | Okwe                               |
| 2004 | Jim Carrey             | Eternal Sunshine of the Spotless Mind                       | Joel Barish                        |
| 2005 | Philip Seymour Hoffman | Capote                                                      | Truman Capote                      |
| 2006 | Ken Takakura⁠(d)        | Riding Alone for Thousands of Miles⁠(d) (Qian li zou dan qi) | Gou-ichi Takata                    |
| 2007 | Daniel Day-Lewis       | There Will Be Blood                                         | Daniel Plainview                   |
| 2008 | Mickey Rourke          | The Wrestler⁠(d)                                             | Randy Robinson                     |
| 2009 | Colin Firth            | A Single Man                                                | George Falconer                    |

### Anii 2010
| An   | Câștigător            | Film                     | Rol                 |
| ---- | --------------------- | ------------------------ | ------------------- |
| 2010 | Colin Farrell         | Ondine⁠(d)                | Syracuse            |
| 2011 | Michael Shannon       | Take Shelter⁠(d)          | Curtis LaForche     |
| 2012 | Daniel Day-Lewis      | Lincoln                  | Abraham Lincoln     |
| 2013 | Oscar Isaac           | Inside Llewyn Davis⁠(d)   | Llewyn Davis        |
| 2014 | Jake Gyllenhaal       | Nightcrawler             | Lou Bloom           |
| 2015 | Leonardo DiCaprio     | The Revenant             | Hugh Glass          |
| 2016 | Casey Affleck         | Manchester by the Sea⁠(d) | Lee Chandler        |
| 2017 | James McAvoy          | Split                    | Kevin Wendell Crumb |
| 2018 | Ethan Hawke           | First Reformed⁠(d)        | Pastor Ernst Toller |
| 2019 | Adam Driver (tie)     | Marriage Story⁠(d)        | Charlie Barber      |
| 2019 | Joaquin Phoenix (tie) | Joker                    | Arthur Fleck        |

### Anii 2020
| An   | Câștigător | Film              | Rol         |
| ---- | ---------- | ----------------- | ----------- |
| 2020 | Riz Ahmed  | Sound of Metal⁠(d) | Ruben Stone |